# Майоровский (Краснодарский край)
Майоровский — хутор в Крымском районе Краснодарского края.
Входит в состав Мерчанского сельского поселения.

## Население
| 1999 | 2002 | 2010 |
| ---- | ---- | ---- |
| 102  | ↗158 | ↘129 |